# Isernhagen (Calvörde)
Der Isernhagen ist ein Waldgebiet in der Gemarkung von Calvörde.

## Lage

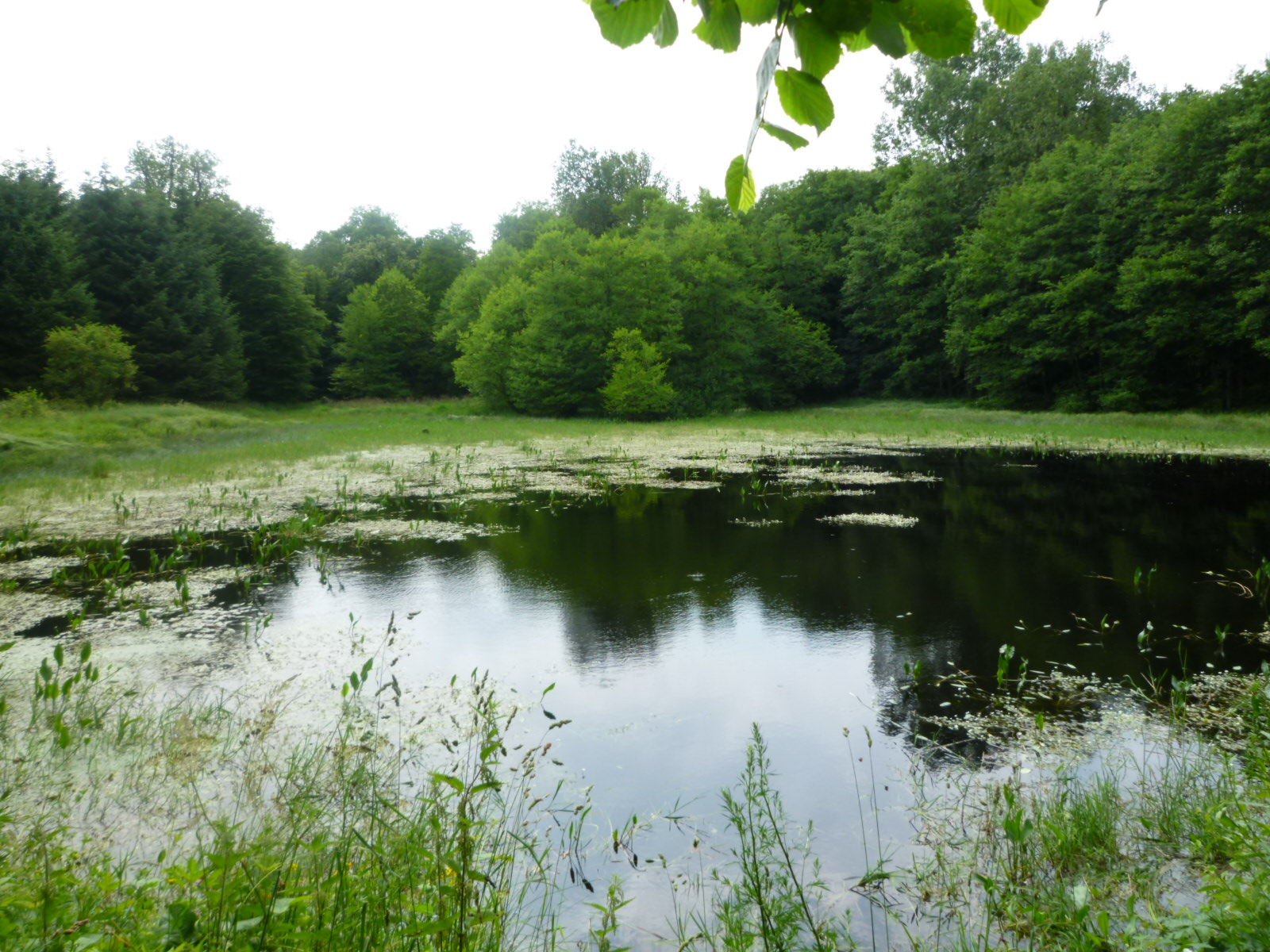
Der Isernhagen See in Calvörde

Der Isernhagen liegt zwischen dem Marktflecken Calvörde und Velsdorf. Südlich des Isernhagen befindet sich der Strahlenberg und das nun wüste Dorf namens Isern. Im Norden liegt der Mittellandkanal, im Osten Calvörde und im Westen Velsdorf. Im Waldgebiet gibt es einen See.

## Namensgebung und Zuordnung
Der Isernhagen hat seinen Namen durch das nun wüste Dorf Isern erhalten. Dieses Waldgebiet gehört zum Calvörder Forst.

## Besonderheiten
Im Isernhagen wurden einst die Glocken der heutigen St.-Georgs-Kirche zu Calvörde aus den alten Glocken, der dritten Kirche, gegossen. Noch heute heißt eine Feldmark im Isernhagen Glockenkuhle.

## Forschung
Auf einem Untersuchungsfeld forscht hier die Universität Göttingen zum Thema Waldschäden.

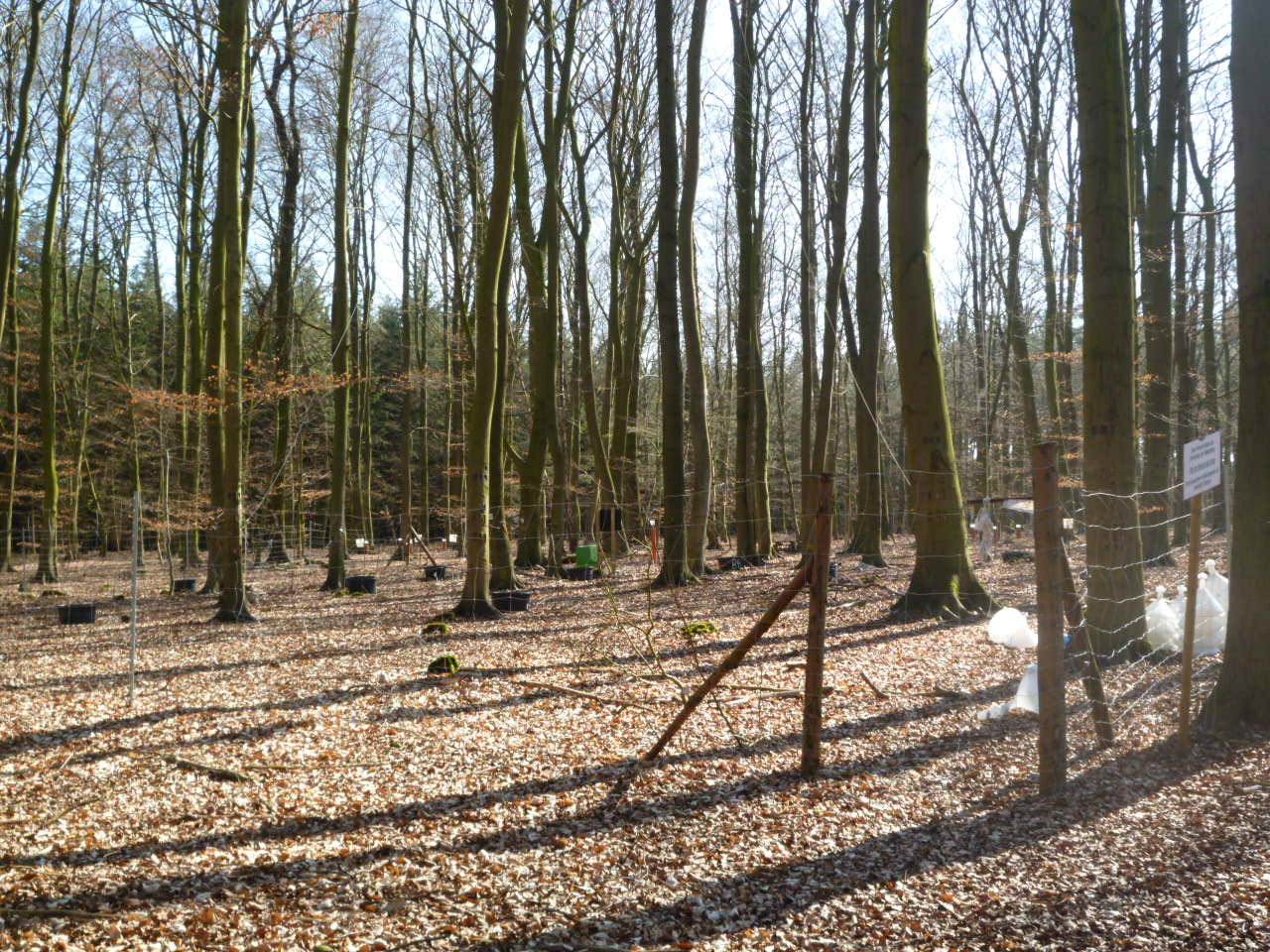
Forschungsfeld
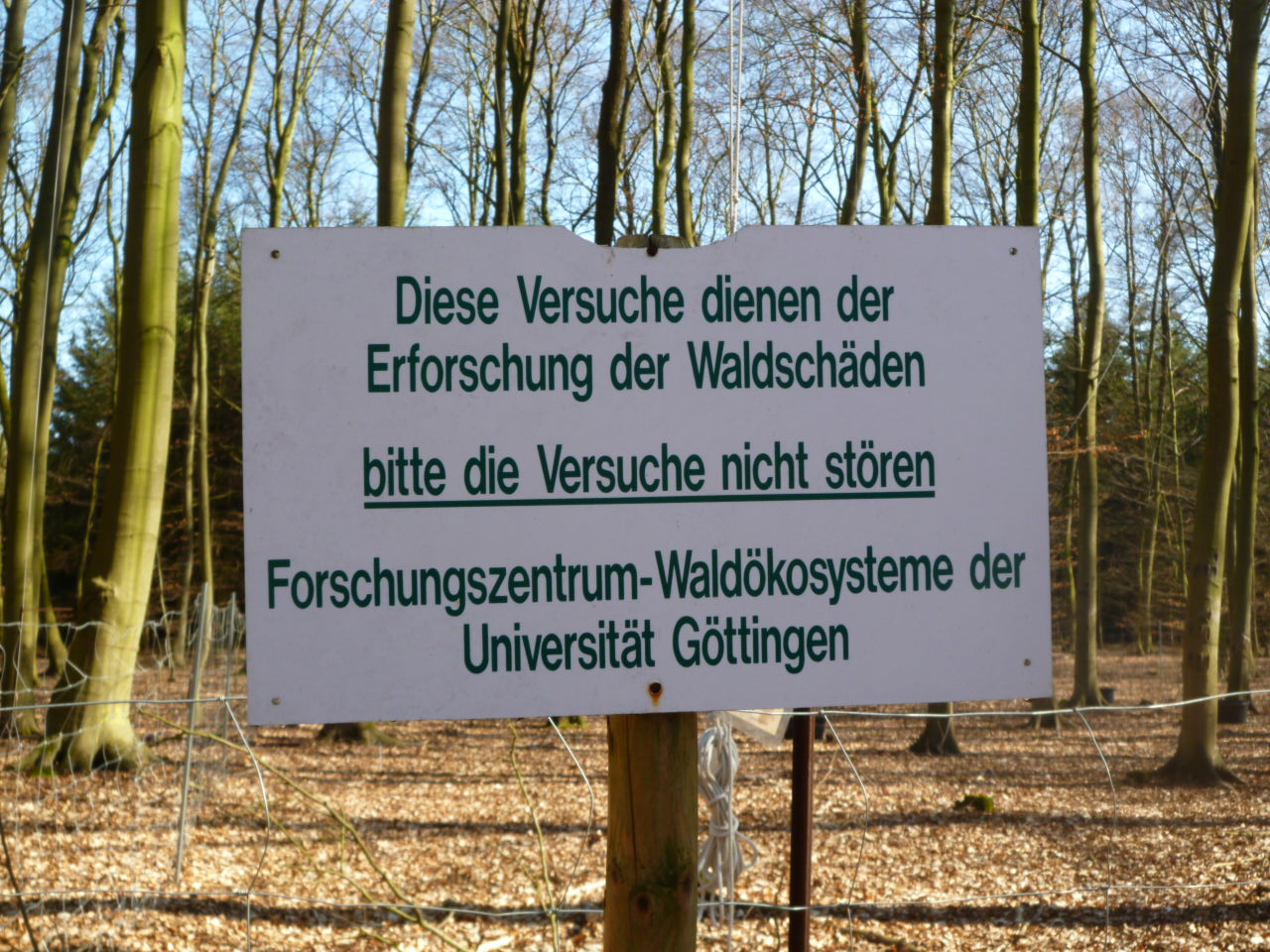
Universität Göttingen
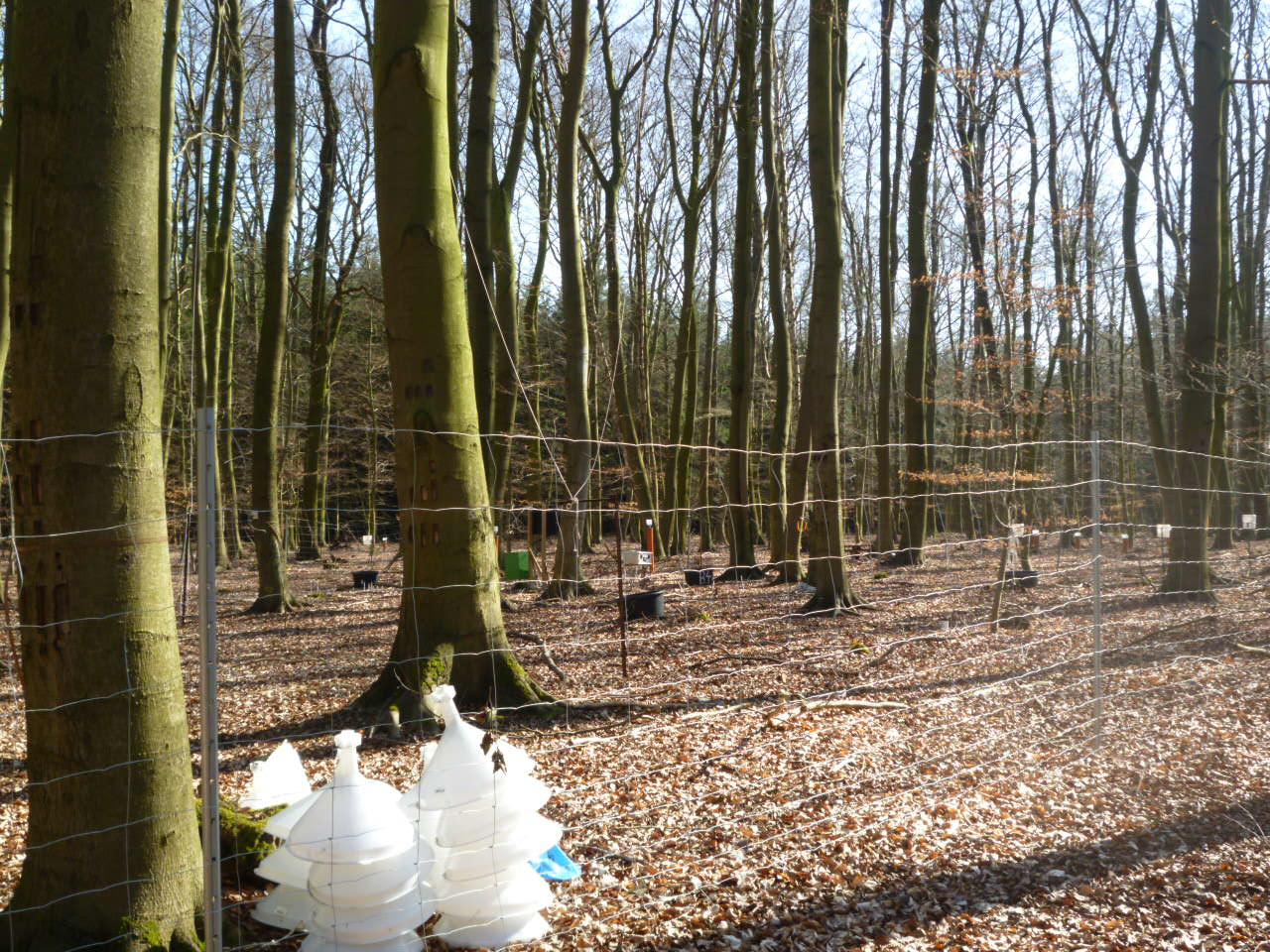
Forschungsfeld vom Süden aus
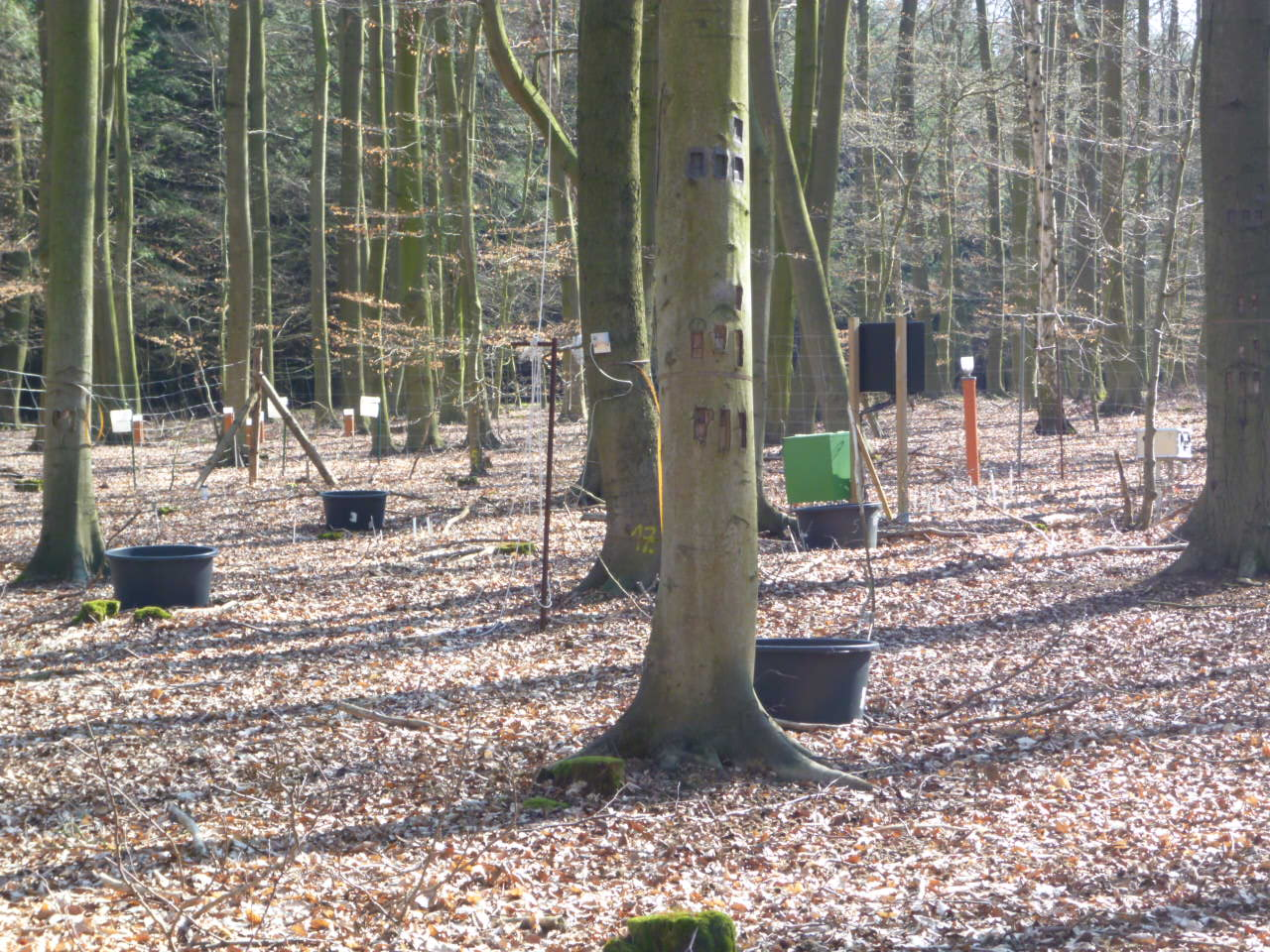
Forschungsfeld im Norden